# Académie Suisse

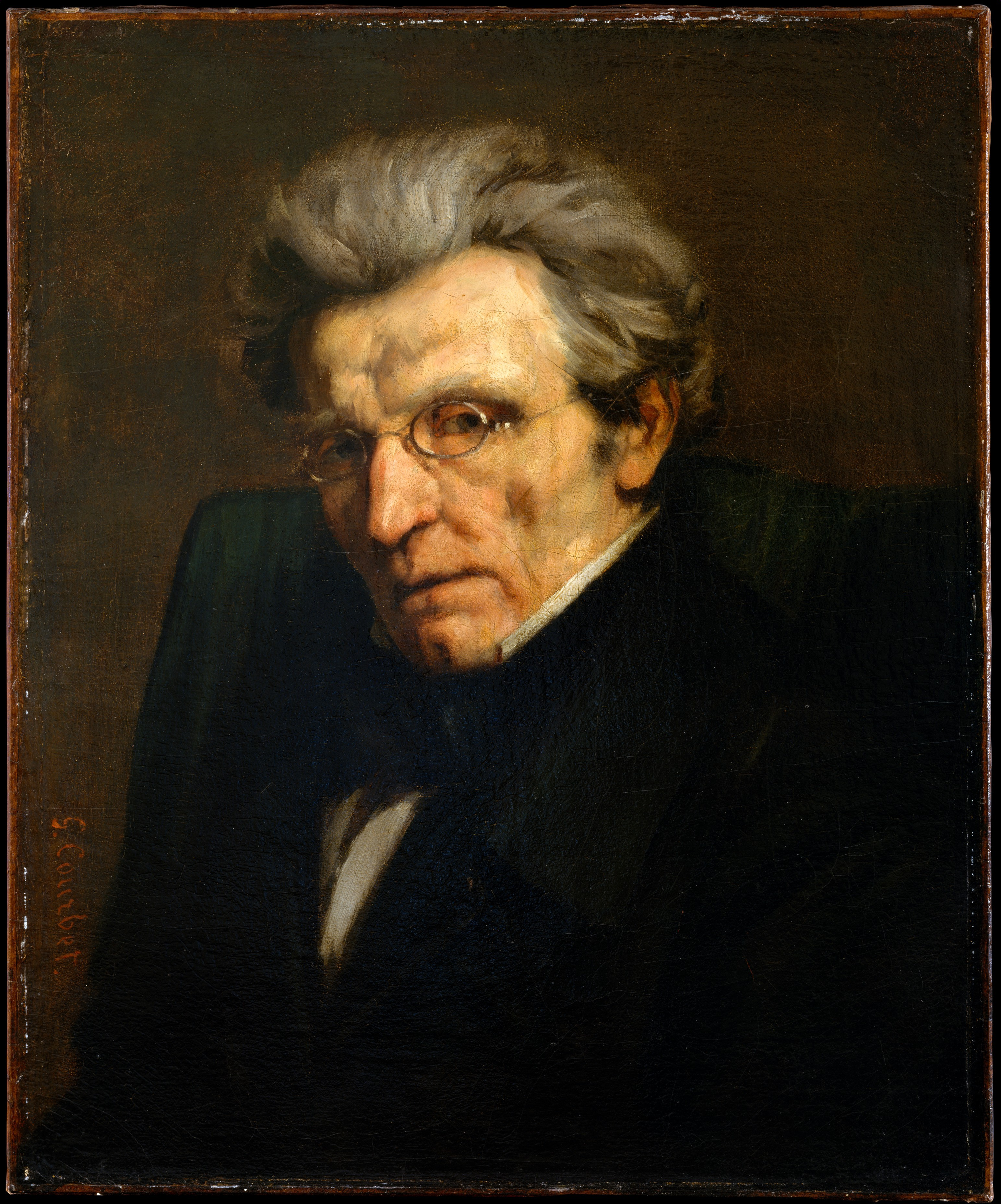
Gustave Courbet: Portrét Charlese Suisse (1861), New York, Metropolitní muzeum umění.

Académie Suisse (tj. Suissova akademie) je bývalý francouzský malířský ateliér otevřený v Paříži na ostrově Cité v roce 1815, na adrese 4, quai des Orfèvres. Po několik desetiletí se zde školilo mnoho malířů, kteří se později proslavili. Po roce 1870 ateliér změnil adresu a přeměnil se na Colarossiho akademii.

## Historie
Martin-François Suisse se narodil v Paříži v roce 1781 jako syn pařížského parukáře. Příjmení Suisse (tj. Švýcarský) je francouzská forma Schweitzer, rodiny původem z Düsseldorfu, která se v 18. století usadila v Paříži. Martin-François Suisse, původně model Jacquese-Louise Davida, založil vlastní ateliér v roce 1815 a vedl ho až do své smrti v roce 1859.
Ateliér poté vedl jeho synovec Charles Alexandre Suisse (1813-1871).
Za skromnou měsíční částku 10 zlatých franků mohli chudí umělci využívat služeb modelek, aby mohli procvičovat figurální kresbu. Mnoho známých umělců zde vytvořilo své první obrazy. K nim patří např. Camille Corot, Paul Cézanne, Édouard Manet, Claude Monet nebo Camille Pissarro.
Ke konci Druhého císařství ateliér koupil od Charlese Suisse italský sochař Filippo Colarossi a přejmenoval ji na Académie Suisse-Cabressol, posléze ji přejmenoval na Académie de la Rose. V roce 1870 se rozhodl přenést ji do domu č. 10 na rue de la Grande-Chaumière v 6. obvodu.
Fotografie nábřeží Zlatníků z 25. srpna 1870, na které je zachycená budova č. 4, dnes již zničená, nacházející se na rohu boulevardu du Palais, je uložena ve sbírkách pařížského muzea Carnavalet.